# Monika Biegasiewicz
Monika Biegasiewicz (ur. 25 maja 1976) – polska lekkoatletka uprawiająca biegi długodystansowe, specjalizująca się w biegu 24-godzinnym.

## Życiorys
W 2016 roku, podczas Mistrzostw Europy w biegu 24-godzinnym w Albi zdobyła złoty medal drużynowo z wynikiem 224,193 km.
W 2017 roku, podczas Mistrzostw Polski w biegu na 100 km w Blizanowie, zdobyła srebrny medal z wynikiem 8:40.39. Podczas Mistrzostw Świata w biegu 24-godzinnym w Belfaście, zdobyła srebrny medal drużynowo z wynikiem 230,817 km.
W 2018 roku, podczas Mistrzostw Europy w biegu 24-godzinnym w Timișoarze, zdobyła złoty medal drużynowo z wynikiem 236,401 km.
W 2019 roku, podczas Mistrzostw Świata w biegu 24-godzinnym w Albi, zdobyła srebrny medal drużynowo z wynikiem 64,216 km.
W 2022 roku, podczas Mistrzostw Europy w biegu 24-godzinnym w Weronie, zdobyła złoty medal drużynowo z wynikiem 227,435 km.
W 2023 roku, podczas Mistrzostw Świata w biegu 24-godzinnym w Tajpej, zdobyła złoty medal drużynowo z wynikiem 225,134 km.

## Osiągnięcia
| Rok  | Impreza                                      | Miejsce   | Konkurencja   | Pozycja      | Wynik     |
| ---- | -------------------------------------------- | --------- | ------------- | ------------ | --------- |
| 2016 | Mistrzostwa Europy w biegu 24-godzinnym 2016 | Albi      | indywidualnie | 7. miejsce   | 224 193 m |
| 2016 | Mistrzostwa Europy w biegu 24-godzinnym 2016 | Albi      | drużynowo     | 1. miejsce   | 701 429 m |
| 2017 | Mistrzostwa Świata w biegu 24-godzinnym 2017 | Belfast   | indywidualnie | 14. miejsce  | 230 817 m |
| 2017 | Mistrzostwa Świata w biegu 24-godzinnym 2017 | Belfast   | drużynowo     | 2. miejsce   | 741 886 m |
| 2018 | Mistrzostwa Europy w biegu 24-godzinnym 2018 | Timișoara | indywidualnie | 4. miejsce   | 236 401 m |
| 2018 | Mistrzostwa Europy w biegu 24-godzinnym 2018 | Timișoara | drużynowo     | 1. miejsce   | 720 454 m |
| 2019 | Mistrzostwa Świata w biegu 24-godzinnym 2019 | Albi      | indywidualnie | 145. miejsce | 64 216 m  |
| 2019 | Mistrzostwa Świata w biegu 24-godzinnym 2019 | Albi      | drużynowo     | 2. miejsce   | 721 124 m |
| 2022 | Mistrzostwa Europy w biegu 24-godzinnym 2022 | Werona    | indywidualnie | 19. miejsce  | 227 435 m |
| 2022 | Mistrzostwa Europy w biegu 24-godzinnym 2022 | Werona    | drużynowo     | 1. miejsce   | 754 822 m |
| 2023 | Mistrzostwa Świata w biegu 24-godzinnym 2023 | Tajpej    | indywidualnie | 21. miejsce  | 225 134 m |
| 2023 | Mistrzostwa Świata w biegu 24-godzinnym 2023 | Tajpej    | drużynowo     | 1. miejsce   | 726 552 m |